# Claus Borre
Claus Borre f. Borre Clausen (født 28. oktober 1944 i København) er en dansk sportsjournalist. Borre var i perioden 1977-2005 ansat på DR Sporten som redaktionschef, reporter, kommentator og studievært. Han er en af Danmarks mest kendte sportsværter.

## Karriere
Han fik sin journalistiske uddannelse som elev fra Helsingør Dagblad, hvor han startede i 1964. I 1967 var han uddannet journalist. Han blev i 1967 ansat ved Ritzaus Bureau. Han var dog kun ansat ved Ritzaus Bureau i et år, da han blev ansat ved Berlingske Tidendes sportsredaktion i 1968. Her arbejdede han i ni år, inden han i 1977 blev ansat ved DR.
I 2005 besluttede Borre sig for at søge nye udfordringer, så i december ansattes han som ny direktør for 2. divisionsklubben i fodbold B.93, der på daværende tidspunkt var bundhold i 2. division Øst. Han var med til sikre klubbens fortsatte divisionsstatus og forlod derpå posten i 2007.
I 2005 overvejede Borre også at gå ind i politik og stille op for Venstre ved Kommunalvalget, men droppede dog senere de planer.
Gennem flere årtier har Borre også arbejdet kommentator for Danmarks Radio og TV3 Sport, hvor han primært har beskæftiget sig med boksning og har kommenteret mange af de største danske boksekampe i nyere tid.